# Премьер-министр Мьянмы
Премьер-министр Мьянмы — глава правительства Мьянмы (Бирмы). Должность была восстановлена в 2021 году  Государственным административным советом, военной хунтой страны, чтобы возглавить ее номинальное гражданское временное правительство. Временное правительство подчиняется решениям ГАС; кроме того, существует значительное совпадение членского состава обоих органов. В Конституции Мьянмы 2008 года нет положения о премьер-министре, а президент является конституционным главой правительства. Нынешним премьер-министром является Мин Аун Хлайн, который также является лидером хунты и главнокомандующим сил обороны. Ранее пост использовался предыдущими военными правительствами до 2011 года.

## История
Должность премьер-министра, главы правительства Бирмы, была учреждена в 1948 году, когда страна получила независимость от Великобритании. С тех пор одиннадцать человек занимали эту должность (двое из них делали это несколько раз). Из-за длительного периода военного правления премьер-министрами нередко становились действующие или недавно вышедшие на пенсию военнослужащие.
Фактическая власть и полномочия премьер-министра со временем значительно варьировались, завися от того, кто занимает должность. В 2004 году борьба за власть между тогдашним главой государства старшим генералом Тан Шве, Председателем Государственного совета мира и развития, и премьер-министром генералом Кхин Ньюном, привела к тому, что глава правительства был смещён с поста и арестован.
Должность премьер-министра была отменена 30 марта 2011 года в соответствии с принятой в 2008 году Конституцией. Она предусматривал, что президент является одновременно главой государства и главой правительства. После всеобщих выборов 2015 года, поскольку Аун Сан Су Чжи, лидер победившей партии, было конституционно запрещёно занимать должность президента, 6 апреля 2016 года для неё была создана должность Государственного советника, аналогичная премьер-министру
1 августа 2021 года Государственный административный совет, учреждённый после государственного переворота 1 февраля 2021 года, объявил о формировании временного правительства страны и о том, что Мин Аун Хлайн становится премьер-министром.

## Список премьер-министров
| No.                                                | Портрет                            | Имя (годы жизни)                   | В должности                        | В должности                        | В должности                        | Год избрания                       | Партия                             |
| No.                                                | Портрет                            | Имя (годы жизни)                   | Начало                             | Конец                              | Срок                               | Год избрания                       | Партия                             |
| Республика Союз Мьянма (2011–н.в.)                 | Республика Союз Мьянма (2011–н.в.) | Республика Союз Мьянма (2011–н.в.) | Республика Союз Мьянма (2011–н.в.) | Республика Союз Мьянма (2011–н.в.) | Республика Союз Мьянма (2011–н.в.) | Республика Союз Мьянма (2011–н.в.) | Республика Союз Мьянма (2011–н.в.) |
| -------------------------------------------------- | ---------------------------------- | ---------------------------------- | ---------------------------------- | ---------------------------------- | ---------------------------------- | ---------------------------------- | ---------------------------------- |
| Пост ликвидирован (30 марта 2011 – 1 августа 2021) |                                    |                                    |                                    |                                    |                                    |                                    |                                    |
| 1                                                  |                                    | Мин Аун Хлайн မင်းအောင်လှိုင် (born 1956)   | 1 августа 2021                     | В должности                        | 4 года 0 дней                      | Хунта                              | Военный                            |